# HD 159018
HD 159018，又名CP-53 8682，SAO 244870、HR 6530，是一颗恒星，视星等为6.1，位于銀經338.04，銀緯-11.11，其B1900.0坐标为赤經17h 27m 14.5s，赤緯-53° -11.11′ 58″。